# Bảo Tạng Vương
Bảo Tạng Vương (trị vì 642–668) là vị quốc vương thứ 28 và cuối cùng của Cao Câu Ly, vương quốc cực bắc trong Tam Quốc Triều Tiên. Ông được lãnh đạo quân sự Uyên Cái Tô Văn (Yeon Gaesomun) đưa lên ngai vàng. Thời kỳ trị vì của ông chấm dứt khi Cao Câu Ly thất thủ trước liên quân giữa nhà Đường và Tân La.

## Bối cảnh
Thời gian trị vì của ông được thuật lại trong hai cuốn sách cuối cùng của tập sử Cao Câu Ly trong Tam quốc sử ký. Bảo Tạng là con trai người đệ của Vinh Lưu Vương. Năm 642, tướng Uyên Cái Tô Văn tiến hành chính biến và giết chết Vinh Lưu Vương cùng nhiều người ủng hộ khác. Bảo Tạng Vương được đưa lên ngôi.
Với mục đích thuyết phục Cao Câu Ly chống lại Bách Tế, Tân La đã cử Kim Xuân Thu đến yêu cầu sự cam kết của quân đội hai bên song Cao Câu Ly đã không đồng ý.
Trong suốt thời gian cai trị của mình, Bảo Tạng Vương được coi là một quốc vương bù nhìn, ngụy trang cho tính hợp pháp của hành vi cai trị quân sự của Uyên Cái Tô Văn. Với sự xúi bẩy của Uyên, Bảo Tạng Vương đã ủng hộ Đạo giáo và ra chỉ dụ đàn áp Phật giáo trong nước, tức quốc giáo trước đó của đất nước. Cao Câu Ly cũng phải trải qua nhiều thảm họa thiên nhiên trong suốt thời kỳ cai trị của ông.

## Trị vì
Cao Câu Ly tiếp tục cuộc chiến chống lại Tân La ở miền nam và tiến hành liên minh với Bách Tế. Tân La càng bị cô lập hơn nữa khi Cao Câu Ly phục hồi quan hệ với Nụy tại Nhật Bản (đời Nữ Thiên hoàng Kōgyoku). Trong năm 642, Tân La cử Kim Xuân Thu đến Cao Câu Ly để thương lượng một hiệp ước, song khi Uyên Cái Tô Văn yêu cầu trao trả lại khu vực Hán Thành (Seoul ngày nay) thì cuộc đàm phán bị đổ vỡ, dẫn đến việc nữ hoàng Tân La là Thiện Đức Nữ Vương phải cầu cứu nhà Đường (đời vua Đường Thái Tông).
Năm 643, vua Bách Tế Nghĩa Từ Vương của nước Bách Tế cùng với quân Cao Câu Ly tấn công Tân La một lần nữa để chặn tuyến đường ngoại giao của Tân La với nhà Đường.

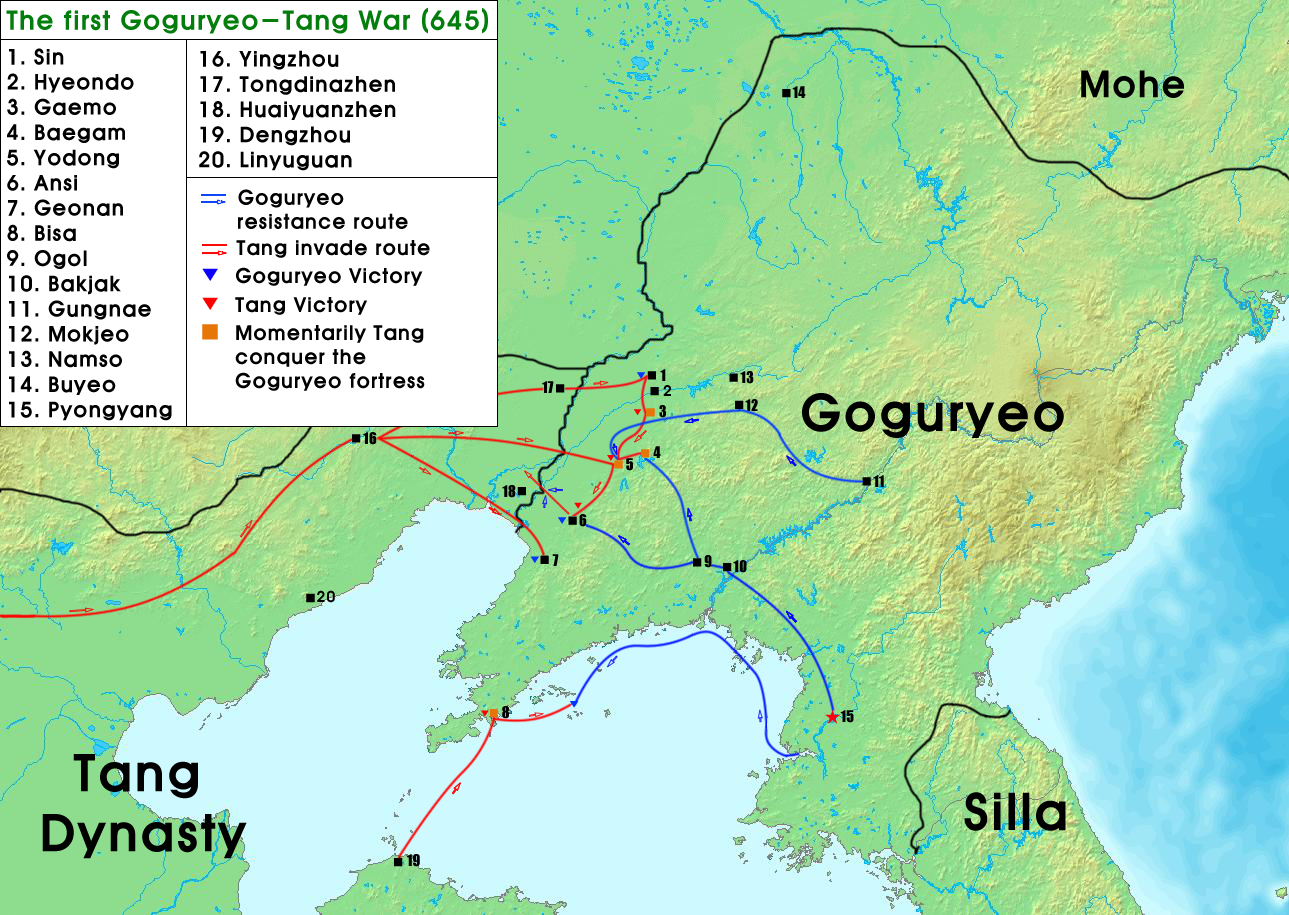
Nhà Tuỳ từng tấn công Cao Câu Ly vào 598, 612, 613 & 614 nhưng đều thất bại. Bản đồ trên mô tả các mũi tấn công của quân Đường năm 645. Nhà Đường còn thực hiện các cuộc viễn chinh khác vào năm 661, 667 & 668 trước khi bình định hoàn toàn bán đảo Triều Tiên.

Năm 645, Đường Thái Tông đã dẫn một đội quân lớn tấn công Cao Câu Ly bằng cả đường bộ lẫn đường thủy. Tân La Thiện Đức Nữ Vương của Tân La cũng cung ứng quân lương, quân đội Tân La và vũ khí cho quân Đường xâm lược Cao Câu Ly. Vua Bách Tế Nghĩa Từ Vương của nước Bách Tế đã tấn công Tân La và chiếm được bảy thành. Sau đó Uyên Cái Tô Văn và Dương Vạn Xuân (Yang Manchun) đã đẩy lui được cuộc xâm lược, làm nên trận thắng hoành tráng ở thành An Thị thuộc Liêu Đông cũng như cuộc tấn công nhỏ hơn sau này của Đường.
Năm 647, Đường Thái Tông lại cắt đứt quan hệ với Cao Câu Ly và chuẩn bị thêm 1 cuộc viễn chinh nữa. Lần này Đường Thái Tông nghe lời khuyên của một số đại thần, phát động các chiến dịch quấy rối trước nhắm vào vùng biên giới phía bắc Cao Câu Ly nhằm suy yếu dần Cao Câu Ly. Những người thực hiện các chiến dịch này là Ngưu Tiến Đạt và Lý Thế Tích, và các cuộc tấn công này còn tái diễn. Cùng năm 647 Đường Thái Tông lệnh cho Ngưu Tiến Đạt dẫn quân Đường từ Dengzhou ở Sơn Đông nhà Đường vượt biển đánh thành Shi của Cao Câu Ly. Thành Shi bị hạ, Ngưu Tiến Đạt đánh tiếp thành Yuli ở tây nam thành Shi nhưng thất bại. Ngưu Tiến Đạt phải rút quân theo đường biển về Sơn Đông nhà Đường. Cùng năm 647, mạng lưới Thiên Lý Trường Thành của Cao Câu Ly được hoàn thành ở bán đảo Liêu Đông.
Năm 648, Đường Thái Tông lệnh cho Quách Đãi Phong dẫn quân Đường từ Dengzhou ở Sơn Đông vượt biển đánh thành Bakjak của Cao Câu Ly và Xue Wanche dẫn quân Đường từ Dengzhou ở Sơn Đông vượt biển đánh thành Cholsan của Cao Câu Ly. Xue Wanche hạ thành Cholsan thì dẫn quân Đường theo hướng tây bắc đến hợp quân với cánh quân của Quách Đãi Phong cùng đánh thành Bakjak. Cuối cùng hai cánh quân Đường của Quách Đãi Phong và Xue Wanche không hạ nổi thành Bakjak nên rút lui theo đường biển về Sơn Đông nhà Đường. Tất cả những điều này là nhằm chuẩn bị cho cuộc viễn chinh với 30 vạn đại quân với Đường Thái Tông muốn thân chinh lần 2 vào năm 649, nhưng Đường Thái Tông mất cùng năm 649 làm chiến dịch phải hoãn lại và chuyển sang đời Đường Cao Tông.
Trong năm 649, vua Đường Cao Tông tuyên bố chấm dứt cuộc chiến tranh với Cao Câu Ly ở Liêu Đông do Đường Thái Tông phát động từ năm 645.
Năm 654, nước Cao Câu Ly tấn công tộc Khiết Đan (đời Khả hãn A Bất Cố) ở phía bắc Doanh Châu nhà Đường, những người đã liên minh với Đường. Năm 655, hai nước Cao Câu Ly và Bách Tế (đời vua Bách Tế Nghĩa Từ Vương) tấn công khu vực phía bắc biên giới nước Tân La (đời vua Tân La Vũ Liệt Vương). Vua Tân La Vũ Liệt vương sai sứ sang nhà Đường cầu viện. Tháng 2 năm 655, vua Đường Cao Tông sai Trình Danh Chấn và Tô Định Phương dẫn quân đi cứu Tân La. Quân Đường thắng lớn, bắt được 1000 người Cao Câu Ly đưa sang nhà Đường.
Năm 658 tướng Đường là Trình Danh Chấn và Tô Định Phương, Tiết Nhân Quý soái quân Đường phá quân Cao Câu Ly ở sông Quý Đoan , đốt thành Tân (Shin) , giết quân Cao Câu Ly rất nhiều.
Vương quốc Bách Tế cuối cùng thất thủ trước liên quân Tân La-Đường vào năm 660. Uyên Cái Tô Văn đã đánh bại một cuộc xâm lược lớn tại Bình Nhưỡng năm 661 và tại sông Tát Thủy năm 662, song Tân La và Đường nay có thể tự do tập trung và tăng cường các cuộc tấn công của họ chống lại Cao Câu Ly. Năm 663, phong trào phục quốc Bách Tế chấm dứt và lãnh đạo của nó là Phù Dư Phong (Buyeo Pung) đào thoát đến Cao Câu Ly.
Năm 666 vua Đường Cao Tông phái Tiết Nhân Quý dẫn quân Đường đánh Cao Câu Ly nhằm báo thù vụ Bàng Đồng Thiện và Cao Khản sang Cao Câu Ly đòi cống nạp nhưng bị quân Cao Câu Ly tập kích. Khi ban sư, Tiết Nhân Quý được Đường Cao Tông phong Hữu Uy vệ Đại tướng quân.
Sau cái chết của Uyên Cái Tô Văn (Yeon Gaesomun) vào tháng 6 năm 666, Bảo Tạng Vương đã không thể giành được quyền kiểm soát trên toàn đất nước, mà thay vào đó là sự tàn phá bởi một cuộc tranh giành kế vị giữa các con trai của Uyên. Uyên Nam Sinh (Yeon Namseng) bị hai em là Uyên Nam Kiến (Yeon Namgeon) và Uyên Nam Sản (Yeon Namsan) đánh đuổi phải chạy sang quy hàng nhà Đường. Uyên Nam Kiến tự lập làm Đại ma li chi của Cao Câu Ly.

## Cao Câu Ly sụp đổ
Trong khi cuộc xung đột nội bộ vẫn tiếp diễn tại Cao Câu Ly, Uyên Nam Sinh (Yeon Namseng) đã dào thoát sang nhà Đường. Đường Cao Tông sai Khế Bật Hà Lực làm Liêu Đông đạo an phủ đại sứ, cùng Bàng Đồng Thiện, Cao Khản cùng nhau mượn danh nghĩa cứu Uyên Nam Sinh, thực chất là xâm lược Cao Câu Ly.
Sang đầu năm 667, Đường Cao Tông lại cử Lý Tích và Tiết Nhân Quý ra quân tiếp viện cho chiến trường Cao Câu Ly. Tiết Nhân Quý chiêu hàng Khã hãn Khiết Đan là Lý Tận Trung và Tôn Vạn Vinh, khiến họ cùng chinh phạt Cao Câu Ly với lời hứa giao Doanh Châu cho người Khiết Đan sau cuộc chiến. Uyên Nam Sinh (bị Đường Cao Tông đổi sang họ Toàn vì húy kỵ Đường Cao Tổ) dẫn quân Đường hạ 40 thành trì của Cao Câu Ly ở biên giới phía đông. Mùa thu cùng năm, Lý Tích vượt sông Liêu, chiếm Tân Thành ở Liêu Đông rồi hạ được 16 thành. Tiết Nhân Quý cùng Bàng Đồng Thiện, Cao Khản đại phá quân Cao Câu Ly của Uyên Nam Kiến, hợp quân với Uyên Nam Sinh (Yeon Namseng). Tuy nhiên, hải quân Đường do Quách Đãi Phong (郭待封) chỉ huy lại gặp khó khăn trong việc cung cấp lương thực, Quách Đãi Phong muốn cầu viện Lý Tích, song sợ rằng nếu tin này đến chỗ quân Cao Câu Ly thì sẽ bị lộ nhược điểm. Quách Đãi Phong quyết định viết một bài thơ ám hiệu và gửi cho Lý Tích. Thoạt đầu, Lý Tích không hiểu rằng đó là ám hiệu, tức giận rằng Quách Đãi Phong lại viết thơ ở tiền tuyến, song quân quản ký Nguyên Vạn Khoảnh (元萬頃) đã có thể giải mã bài thơ, Lý Tích biết được nội dung thỉnh cầu và đã chuyển lương thực cho quân của Quách Đãi Phong. Quân Đường của Lý Tích và quân Khiết Đan của Tiết Nhân Quý, Lý Tận Trung, Tôn Vạn Vinh bỏ qua thành Ansi (thành An Thị, ngôi thành từng đánh lui quân Đường của Đường Thái Tông vào 22 năm trước), nhanh chóng vượt qua tỉnh Liêu Ninh của Cao Câu Ly mà nhắm đến sông Áp Lục. Sau đó, Uyên Nam Kiến bố trí quân Cao Câu Ly phòng thủ theo tuyến sông Áp Lục, quân Đường của Lý Tích không thể vượt sông.
Tháng 5 năm 668, nước Thổ Phiên tiến chiếm 18 châu của nhà Đường. Vua Đường Cao Tông lại cử Tiết Nhân Quý, A Sử Na Đạo Chân, Quách Đãi Phong kháng cự Thổ Phiên. Quân Đường của Tiết Nhân Quý bị quân Thổ Phiên đánh úp, quân Đường đại bại, tử thương vô số. Ba tướng Tiết Nhân Quý, A Sử Na Đạo Chân, Quách Đãi Phong bỏ chạy thoát thân, vua Đường Cao Tông xét lúc trước họ lập nhiều công trạng, miễn tội chết, nhưng trừ danh. Tiết Nhân Quý nhanh chóng được Đường Cao Tông phái sang phía đông tiếp tục hỗ trợ Lý Tích đánh Cao Câu Ly.
Đến mùa thu năm 668, Lý Tích mới đánh bại quân Cao Câu Ly của Uyên Nam Kiến dọc bờ sông Áp Lục và cho quân vượt sông Áp Lục, tiến đến bao vây thành Bình Nhưỡng. Nghe nhà Đường hứa sẽ chia đất Cao Câu Ly sau khi diệt Cao Câu Ly, nước Tân La (đời vua Tân La Văn Vũ vương) phái Kim Yu-shin (金庾信, 김유신) dẫn quân lên bắc phối hợp với quân Đường diệt Cao Câu Ly. Em trai của Uyên Cái Tô Văn là Uyên Tịnh Thổ (Yeon Jeong-to) quy hàng quân Tân La của Kim Yu-shin. Quân Tân La của Kim Yu-shin nhanh chóng đến hội quân với Lý Tích để cùng vây đánh kinh đô Bình Nhưỡng của Cao Câu Ly.
Em của Uyên Nam Kiến là Uyên Nam Sản và một số quan lại của Cao Câu Ly đã đầu hàng quân Đường, song Uyên Nam Kiến và Bảo Tạng Vương vẫn tiếp tục chiến đấu. Một vài ngày sau đó (vào tháng 9 âm lịch năm 668, tức là tháng 11 dương lịch năm 668), bộ tướng của Uyên Nam Kiến là hòa thượng Tín Thành (Shin Sung, 信誠) lén mở một cổng thành ra đầu hàng quân Đường. Quân Đường của Lý Tích và Tiết Nhân Quý, quân Tân La của Kim Yu-shin, quân Khiết Đan của Lý Tận Trung và Tôn Vạn Vinh, quân Cao Câu Ly trung thành với Uyên Nam Sinh (Yeon Namseng) tiến vào kinh thành Bình Nhưỡng của Cao Câu Ly. Bảo Tạng Vương và Đại ma li chi Uyên Nam Kiến (Yeon Namgeon), Uyên Nam Sản (Yeon Namsan), Phù Dư Phong, Cao Xá Kê (Go Sagye) bị bắt và bị giải sang nhà Đường. Cao Câu Ly bị diệt vong. Ông được Đường Cao Tông cho giữ chức công bộ thượng thư (工部尚書). Đường Cao Tông phong Tiết Nhân Quý làm An Đông đô hộ của An Đông đô hộ phủ (nhiệm sở tại Bình Nhưỡng).

## Nỗ lực khôi phục Cao Câu Ly
Nhà Đường phải đối mặt với nhiều vấn đề trong việc cai trị những cư dân Cao Câu Ly, cũng như sự kháng cự của Tân La trước sự hiện diện của Đường tại bán đảo Triều Tiên. Cao An Thắng được Kiếm Mưu Sầm đưa lên ngôi vua tái lập Cao Câu Ly, nhưng sau đó Cao An Thắng giết Kiếm Mưu Sầm và quy hàng Tân La năm 674. Đường Cao Tông phải dời An Đông đô hộ phủ từ Bình Nhưỡng sang Liêu Thành (này là Liêu Ninh, Trung Quốc) thuộc Liêu Đông năm 676, nước Tân La liền xua quân đánh chiếm gần hết bán đảo Triều Tiên từ quân Đường.
Năm 677, vua Đường Cao Tông phong Bảo Tạng Vương, vua cũ của Cao Câu Ly, làm Triều Tiên vương và đô đốc Liêu Đông châu (Hangul: 요동주도독 조선왕 Hanja:遼東州都督朝鮮王, Hán Việt: Liêu Đông châu đô đốc Triều Tiên Vương) của An Đông đô hộ phủ, rồi đưa ông đến An Đông đô hộ phủ ở Liêu Đông nhằm lợi dụng ông trấn an các thế lực phản loạn ở Cao Câu Ly. Còn Tiết Nhân Quý thì bị vua Đường Cao Tông biếm làm Thứ sử Tượng Châu. Sau đó vua Đường Cao Tông lại đổi phủ đô hộ An Đông từ Liêu Thành về Tân Thành (nay là Phú Thuận, Liêu Ninh, Trung Quốc).
Tuy nhiên, Bảo Tạng Vương tiếp tục kích động các cuộc nổi dậy chống lại nhà Đường trong nỗ lực để phục hồi lại Cao Câu Ly, tổ chức những người Cao Câu Ly tị nạn và liên minh với các bộ tộc Mạt Hạt (tổ tiên của người Nữ Chân), lập ra hội Đông Minh Thiên Khí Cái Thế (東明天氣盖世) và liên minh với thủ lĩnh Mạt Hạt là Khất Tứ Bỉ Vũ (Gulsabiwu) tiến hành ám sát quan lại nhà Đường ở An Đông đô hộ phủ tại Liêu Đông. Năm 681 Tiết Nhân Quý phát hiện ra ông là thủ lĩnh của Đông Minh Thiên hội thì tiến hành bắt ông và đàn áp Đông Minh Thiên hội. Tiết Nhân Quý áp giải ông sang nhà Đường lần 2 để trị tội. Thấy ông bị bệnh nặng trên đường đi và sắp chết, Võ hoàng hậu (khi đó đang nắm quyền hành nhà Đường do Đường Cao Tông thường xuyên bị bệnh) không xử trảm ông như ý định ban đầu mà cho lưu đày ông đến Tứ Xuyên trong năm 681. Ông mất một năm sau đó (năm 682).
Bởi Bảo Tạng Vương là vị quốc vương cuối cùng của Cao Câu Ly, ông không được phong miếu hiệu sau khi mất.